# واقع‌گرایی علمی
واقع‌گرایی علمی دیدگاهی است که می‌گوید جهانی که توسط علم توصیف می‌گردد، صرف نظر از نحوه تفسیر آن، واقعی است.
در فلسفه علم این نظریه اغلب پاسخی است به این پرسش که «موفقیت علم چگونه باید تبیین گردد؟» مبحث موفقیت علم در این نظریه اساساً روی وضعیت جوانب مشاهده ناپذیر، که ظاهراً نظریات علمی در مورد آن حرف می‌زنند، متمرکز شده‌است. به‌طور کلی، آن‌های که خود را واقع‌گرای علمی می‌دانند برین باورند که برخلاف ابزارگرایی، یک فرد می‌تواند همانند جنبه‌های مشاهده پذیر در مورد جنبه‌های مشاهده ناپذیر نیز ادعاهای معتبر نماید (مثلاً، این‌که آن‌ها دارای همان وضعیت هستی‌شناختی هستند).

## ویژگی‌های اصلی
واقع‌گرایی علمی دارای دو موضع اساسی است. اول، واقع‌گرایی علمی مجموعهٔ از ادعاها در مورد ویژگی‌های یک نظریه علمی ایده‌آل است؛ نظریه ایده‌آل نوعی از نظریهٔ است که علم می‌خواهد تولید نماید. دوم، واقع‌گرایی علمی الزامیت دارد که علم در نهایت نظریه‌های تولید خواهد کرد که بسیار شبیه نظریه ایده‌آل است و این‌که علم تا این‌جا در برخی حوزه‌ها بسیار عمل‌کرد خوب داشته‌است. مهم است تا تذکر داده شود که فردی می‌تواند در برخی حوزه‌های علم یک واقع‌گرای علمی باشد اما نسبت به برخی حوزه‌های دیگر یک واقع‌گرا نباشد.
بر اساس واقع‌گرایی علمی، یک نظریه علمی ایده‌آل دارای ویژگی‌های زیر است:
- ادعاهای که یک نظریه دارد یا حقیقت است یا غلط، بستگی به این دارد، آیا ماهیت که پیرامون آن توسط نظریه موجود روی آن بحث می‌شود وجود دارد و آیا به شکل درست این نظریه توصیف شده‌است یا خیر. این الزامیت معناشناختی واقع‌گرایی علمی است.
- ماهیت که توسط نظریه علمی توصیف می‌گردد به‌طور عینی و مستقل از ذهن وجود دارد. این الزامیت متافیزیکی واقع‌گرایی علمی است.
- دلایلی وجود دارد تا به یک قسمت قابل توجه آنچه نظریه می‌گوید باور کرد. این الزامیت معرفت‌شناختی است.

ترکیب ادعای اولی و دومی این نتیجه منطقی را در پی دارد که نظریه علمی چیزهای مشخصی در مورد اشیای که وجود واقعی دارند، می‌گوید. ادعای سومی می‌گوید که ما دلایلی برای باور کردن بیشتر ادعاهای علمی در مورد اشیای که حقیقت هستند داریم، اما نه برای همه.
واقع‌گرایی علمی معمولاً استدلال می‌نماید که علم در حال پیشرفت است، یعنی نظریه‌های علمی به تدریج بهتر می‌شوند یا به پرسش‌های بیشتر و بیشتر پاسخ می‌دهند. از این رو، واقع‌گراهای علمی می‌گویند که واقع‌گرایی باید پیشرفت‌های علم را مدنظر بگیرند تا نظریه‌های علمی که در آینده ایجاد می‌شوند بیشتر شبیه نظریه ایده‌آلی باشند که واقع‌گراهای علمی توصیف می‌کنند.

### ادعاهای مشخصه
ادعاهای ذیل در میان واقع‌گراهای علمی معمول است. به علت اختلاف نظرهای گسترده در مورد ماهیت موفقیت علم و نقش واقع‌گرایی در این موفقیت، یک واقع‌گرای علمی ممکن است با برخی از موضع‌های ذیل موافقت نماید، نه همه:
- بهترین نظریه‌های علمی حداقل قسماً صحیح هستند.
- بهترین نظریه‌ها از اصطلاحاتی استفاده نمی‌نمایند که عبارت‌های غیر ارجاعی هستند.
- گفتن این‌که یک نظریه تقریباً حقیقت است، برای تشریح میزان موفقیت پیش‌بینانه آن کافی است.
- حقیقت تقریبی یک نظریه تنها تشریح موفقیت پیش‌بینانه آن است.
- حتی اگر یک نظریه عبارت‌های را استفاده نماید که مرجعی نداشته باشد، این نظریه علمی ممکن است تقریباً حقیقت باشد.
- نظریه‌های علمی از نظر تاریخی در حال پیشرفت به‌سوی نظریه‌های حقیقی در مورد دنیای فیزیکی هستند.
- نظریه‌های علمی ممکن است ادعاهای حقیقی و مرتبط به هستی می‌نماید.
- ادعاهای نظری نظریه‌های علمی باید مشخص خوانده شوند و به‌طور قطعی یا حقیقت است یا کذب.
- میزان موفقیت پیش‌بینانه یک نظریه عبارت از شواهد موفقیت ارجاعی فرضیه مرکزی آن می‌باشد.
- هدف علم عبارت از توجیه دنیای فیزیکی است که واقعاً حقیقت می‌باشد. علم تا این‌جا موفق بوده‌است چون این هدفی است که به‌سوی آن علم پیشرفت داشته‌است.

## تاریخچه
واقع‌گرایی علمی مرتبط به موضع‌های فلسفی بسیار قدیمی‌تر، شامل خِردگرایی و واقع‌گرایی میتافیزیکی است. با این وجود که، واقع‌گرایی علمی تزی در مورد علمی است که در قرن بیستم انکشاف داده شده‌است. به تصویر کشیدن واقع‌گرایی علمی بر مبنای نظریه‌های باستانی، قرون وسطایی و عصر مدرن اولیه در بهترین حالت گم‌راه کننده است.
واقع‌گرایی علمی به‌طور کلی واکنشی است به اثبات‌گرایی منطقی. اثبات‌گرایی منطقی اولین فلسفه علم در قرن بیستم و مقدم بر واقع‌گرایی علمی بوده و استدلال می‌نمود که تمایز اندک میان اصطلاحات نظری و اصطلاحات مشاهداتی وجود دارد و اصطلاحات مشاهداتی این قابلیت را دارند تا از لحاظ مشاهداتی و منطقی مورد تحلیل و تجزیه معنایی قرار گیرند.
اثبات‌گرایی منطقی با مشکلات ذیل مواجه گردید:
- نظریه تحقیق پذیری معنی – به همپل (۱۹۵۰) مراجعه کنید.
- چالش‌های با تمایز تحلیلی-ترکیبی – به کواین (۱۹۵۰) مراجعه کنید.
- نظریه – کافی بودن مشاهده – هانسن (۱۹۵۸) کوهن (۱۹۷۰) و کواین (۱۹۶۰) را ببینید.
- مشکلات هنگام رفتن از مشاهده‌پذیری اصطلاحات به مشاهده‌پذیری جملات – به پاتنم (۱۹۶۲) مراجعه کنید.
- مبهم بودن تمایز مشاهداتی و نظری– به جی. ماکسویل (۱۹۶۲) مراجعه کنید.

وجود این مشکلات در اثبات‌گرایی منطقی باعث پیشنهاد، اما نه در پی‌داشتن، واقع‌گرایی علمی شد و منتهی به توسعه واقع‌گرایی به‌عنوان فلسفه علم گردید.
واقع‌گرایی پس از اثبات‌گرایی به فلسفه غالب علم مبدل گردید.: 70  بس ون فراسن در کتاب خود تصویر علمی (۱۹۸۰) نظریهٔ تجربه‌گرایی ساختاری را به‌عنوان جای‌گزینی برای واقع‌گرایی مطرح نمود. او بر ضد واقع‌گرایی علمی این استدلال را مطرح می‌نماید. نظریه‌های علمی به دنبال یافتن حقیقت برای اصطلاحات غیرمشاهداتی نیستند. پاسخ‌ها به ون فراسن باعث قاطع شدن موقف‌های واقع‌گرایی گردیده و منتهی به برخی بازنگری‌ها در واقع‌گرایی علمی شده‌است.

## استدلالات له و علیه واقع‌گرایی علمی

### استدلال عدم وجود معجزه
یکی از استدلال‌های اصلی واقع‌گرایی علمی متمرکز بر این مفهوم است که دانش علمی دارای ماهیت پیش‌رونده است و این‌که دانش علمی می‌تواند پدیدارها را به‌طور موفقیت‌آمیز پیشبینی نماید. بسیاری از واقع‌گرایان علمی (مانند ارنان مک مولن، ریچارت بوید) فکر می‌کنند که موفقیت عملیاتی یک نظریه باعث ایجاد باور نسبت به این ایده می‌شود که ابعاد بیشتر غیرقابل مشاهده آن وجود دارد، چون یک نظریه بر مبنای آن‌ها پیش‌بینی‌های خود را استدلال نموده‌است. به‌عنوان مثال، یک واقع‌گرای علمی استدلال می‌نماید که علم باید یک اندازه حمایت هستی‌شناختی برای اتم از موفقیت‌های پدیدارشناختی که تمامی نظریه‌ها از آن استفاده می‌نمایند، مشتق شود.
استدلال‌های واقع‌گرایی علمی اغلب شامل استدلال ربایشی یا «استنتاج بهترین تبیین» است (لپتون، ۲۰۰۴). به‌طور نمونه، یکی از استدلال‌های که طبق معمول به‌کار می‌رود «استدلال معجزه» یا «استدلال هیچ معجزهی در کار نیست» با بیان این امر شروع می‌شود که نظریه‌های علمی در پیش‌بینی و تبیین/توضیح انواع مختلف پدیدارها موفق هستند، اغلب با میزان درستی بسیار بالا. از این‌رو، استدلال می‌شود که بهترین تبیین و از نظر هیلاری پاتنم تنها تبیینی که علم را تبدیل به یک معجزه نمی‌کند این نظر است که نظریه‌های علمی ما (یا حد اقل بهترین‌های آن) توصیف‌های حقیقی از دنیا ارایه می‌نمایند، یا تقریباً حقیقی.